# Sakai Project
Sakai Project は世界の大学や営利団体などによって進められている、教育用のソフトウェアを開発するプロジェクトである。この団体により開発されている教育用ソフトウェアはSakaiと呼ばれており、その用途として教育、研究および共同作業が挙げられる。Sakaiの利用は無料であり、Education Community Licenseとよばれる一種のオープンソースにより現在も開発が進められている。
Sakaiは一般にCMS(Course Management System)やLMS(Learning Management System)、VLE(Virtual Learning Environment)などと呼ばれる分野のソフトウェアであり、Java言語で記述されている。また本ソフトウェアは拡張性、信頼性、伸張性を備えて相互運用が可能なように開発されており、Version1.0は2005年3月に公開された。Sakai 2.10からはバージョン名の2が省略され、Sakai 10となった。次のバージョンはSakai 11 となる。
2012年3月の時点でSakaiは330を超える教育機関で使用されている。

## 開発の経緯
Sakaiの開発はアンドリュー・メロン財団からの助成により開始され、初期のバージョンはミシガン大学らが開発した既存のツールである"CHEF"をベースとしていた。"Sakai"という名称は、当時米国で人気だった日本のテレビ番組「料理の鉄人」に登場するフレンチの鉄人坂井宏行の名字からとったものであり、先述したツール名"CHEF"(英語で料理人の意)にかけた命名である。
2004年2月の会合でSakai Projectの元となるプロジェクトが発足した。プロジェクトに参加した教育機関は、その後それぞれ 独自の授業管理システムを開発した。以下にその例を挙げる。
- インディアナ大学: Oncourse CL
- マサチューセッツ工科大学: Stellar Course Management System
- スタンフォード大学: CourseWork
- ミシガン大学: CTools

インディアナ大学は2005年に従来の授業管理システムを全廃、全ての授業においてSakaiを実装したOnCourseを導入するという大胆な移行を実施した。さらに2007年10月には、バージニア大学が全学においてTool KitからSakaiへと移行することを発表した。
Sakaiを初めて一般に公開した後、当時のプロジェクトメンバーであった5大学はSakai Partners Programを通じて一般の機関のプロジェクトへの参加を呼びかけ、これによりいくつかの機関が財政面や開発面で協力することとなった。同種のプログラムを有償にて提供しているBlackboard社がSakaiを強力なライバルとして見なすようになったのはこの頃からである。
プロジェクトの完成が見えてきた2005年、Sakai Projectはその後の開発を監督するためにSakai財団を立ち上げた。2006年にはSakai財団初の常務取締役として、当時主任設計者としてプロジェクトに参加していたCharles Severance博士が任命された。同氏は2007年7月24日に取締役の座を退き、後任としてMichael Korcuskaが選出されている。現在、プロジェクトの開発を支えているのは後述するコミュニティーのメンバーである。メンバーには世界の教育機関・営利団体などの関係者のほか有志のボランティアも含まれ、開発に携わる組織の数は100を優に超える。

## Sakaiの特徴
Sakaiの持つ多くの機能は他の授業管理ソフトウェアと共通している。例えば教材の配布、評定の確認、課題の提出、試験などをインターネット上で行うことができ、掲示板やチャット機能も備えている。
授業管理ソフトウェアとしての機能に加えて、Sakaiは研究や集団作業において利用できる共同作業用ツールとしての機能も有している。この機能の実現のためSakaiでは全てのツールの設定を利用者に応じて変えることができ、一人一人の役割に応じてツール操作の権限を個別に設定できる。さらに、ウィキ、メーリングリスト、RSSリーダを実装している。
共同作業のための機能の例：
- Announcements - サイトの参加者向けに最新のお知らせをする機能
- Drop Box - 教員と生徒が、個人用フォルダを用いて教材・レポート等を共有できる機能
- Email Archive - サイト上のアドレスに送信した全メールを自動的に保管する機能
- Resources - 多様な種類の教材・資料をサイトの参加者だけで共有したり、一般に公開したりする機能
- Chat Room - サイトにサインインしている者同士でチャットを行える機能
- Forums - 教員やサイトの管理者が上限なくスレッドを立ち上げることができる掲示板機能
- Message Center - サイトの参加者同士が内部メールを使って連絡を取り合える機能
- News/RSS - 仕事用サイトに最新のニュースを表示するRSSリーダ機能
- Poll tool - サイトの参加者がインターネット上で投票を行える機能
- Presentation - 多くの閲覧者に対してスライドを用いたプレゼンテーションを行える機能
- Profile / Roster - サイトの参加者の名前、写真、その他プロファイルを閲覧できる機能
- Repository Search - 作業スペースの内部でツールで作成されたコンテンツを検索できる機能
- Schedule - 教員やサイトの作成者がカレンダー形式のスケジュールを掲載できる機能

また、上記の機能を強化する特定の用途向けのツールとして以下がある。
Teaching Tools - 教育用ツール
- Assignments
- Grade book
- Module Editor
- QTI Authoring
- QTI Assessment
- Section Management
- Syllabus

Portfolio Tools - ポートフォリオツール
- Forms
- Evaluations
- Glossary
- Matrices
- Layouts
- Templates
- Reports
- Wizards
- Search
- Web Content
- WebDAV
- Wiki
- Site Setup
- MySakai Widgets

## Sakai財団とコミュニティー
Sakaiコミュニティーは世界中の大学・営利団体の連合であり、コミュニティーに参加するためにはその組織においてSakaiを既に導入している必要がある。Sakai開発者の多くはこのコミュニティーから選ばれているため、Sakaiの開発モデルは「コミュニティー・ソース」と呼ばれている。また、コミュニティーは標準化機関や他のオープンソースソフトウェア開発者と協力して、コミュニティー・ソースによる方法で様々な企業ソフトウェアの開発・配布を行っている。
Sakai財団は会員制の非営利団体であり、会員となるのにSakaiを導入している必要性はない。この財団はSakaiを利用する個人や教育機関、営利・非営利団体の交流を促進し、利用者に組織的な枠組みを提供することを目的としている。また、この財団は教育・研究分野でのコミュニティー・ソースの普及とソフトウェア・ソリューションに対するオープン・スタンダードの確立を目指している。
Sakai財団は現在、年1回の会合を開いている。また2008年からは日本国内でも会合が開催されるようになり、第一回の会合が3月26日に法政大学にて開かれた。
Sakai財団は大学向けのオープンソースソフトウェアを開発してきたJasig(Java in Administration Special Interest Group)と2012年12月に合併し、Apereo財団として活動を継続している。